# (5839) ГОИ
(5839) ГОИ (лат. GOI) — типичный астероид главного пояса, открыт 21 сентября 1974 года советским астрономом Николаем Черных в Крымской астрофизической обсерватории и 8 августа 1998 года назван в честь Государственного оптического института, а также его основателя и первого директора российского и советского физика Дмитрия Рождественского.

## Обнаружение и именование
(5839) ГОИ
Открыт 21 сентября 1974 года в Крымской астрофизической обсерватории Н. С. Черных.
Назван в честь Государственного оптического института и его первого директора, выдающегося физика-оптика и академика Дмитрия Сергеевича Рождественского (1876—1940). Институт провел важные исследования в области физической и прикладной оптики. Название дано по случаю 80-летия со дня его основания (15 декабря 1918 года).
Оригинальный текст (англ.)5839 GOI
Discovered 1974 Sept. 21 by N. S. Chernykh at the Crimean Astrophysical Observatory.
Named for Gosudarstvennyj Opticheskij Institut, the State Optical Institute, and its first director, academician Dmitrij Sergeevich Rozhdestvenskij (1876—1940), an outstanding physicist-optician. The institute has undertaken important investigations in the field of physical and applied optics. The name is given on the occasion of the 80th anniversary of its founding (1918 Dec. 15).
Источники: 19980808/MPCPages.arc; M.P.C. 32345.

## Орбита

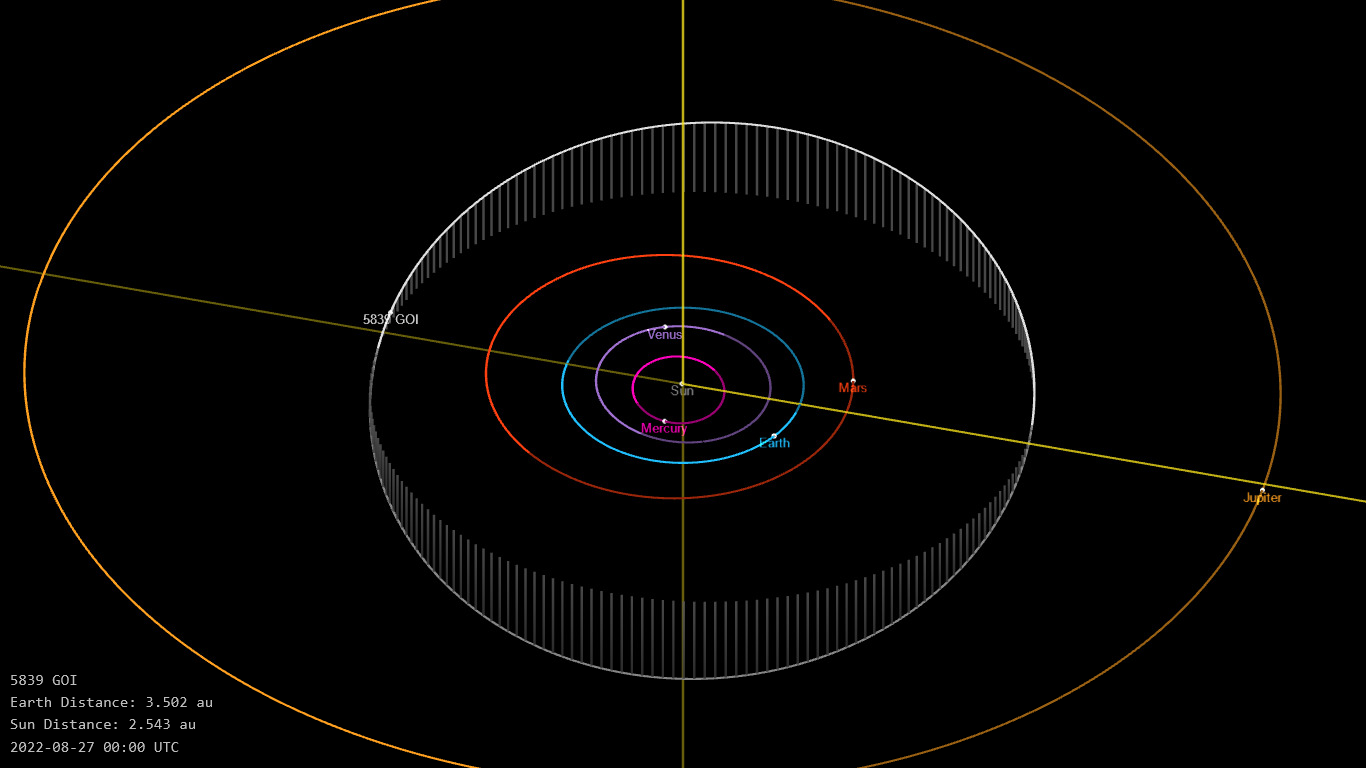
Орбита астероида ГОИ и его положение в Солнечной системе

## Физические характеристики
Астероид относится к таксономическому классу C.
По результатам наблюдений в видимом и ближнем инфракрасном диапазоне космического телескопа NEOWISE и наблюдений в инфракрасном диапазоне спутника Akari диаметр астероида сначала оценивался равным 27,066±0,355 км, позже — 29,22±0,64 км, 30,35±0,52 км, 26,09±7,24 км, 27,78±7,43 км и 24,675±0,202 км. Согласно тем же источникам альбедо оценивается как 0,0458±0,0072, 0,044±0,002, 0,044±0,009, 0,06±0,07, 0,05±0,05 и 0,061±0,009.